# Chōkyū-ji

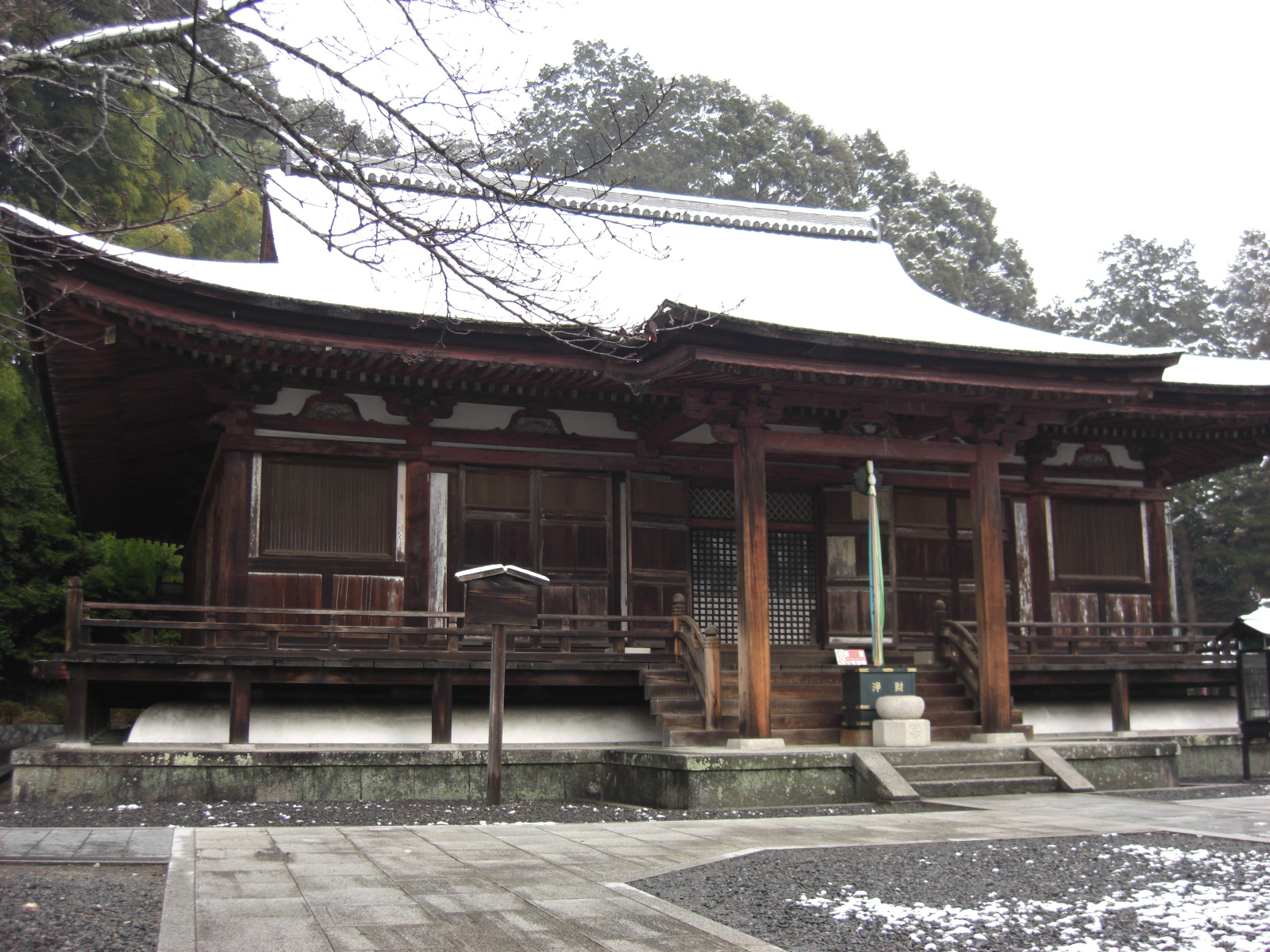
Haupthalle

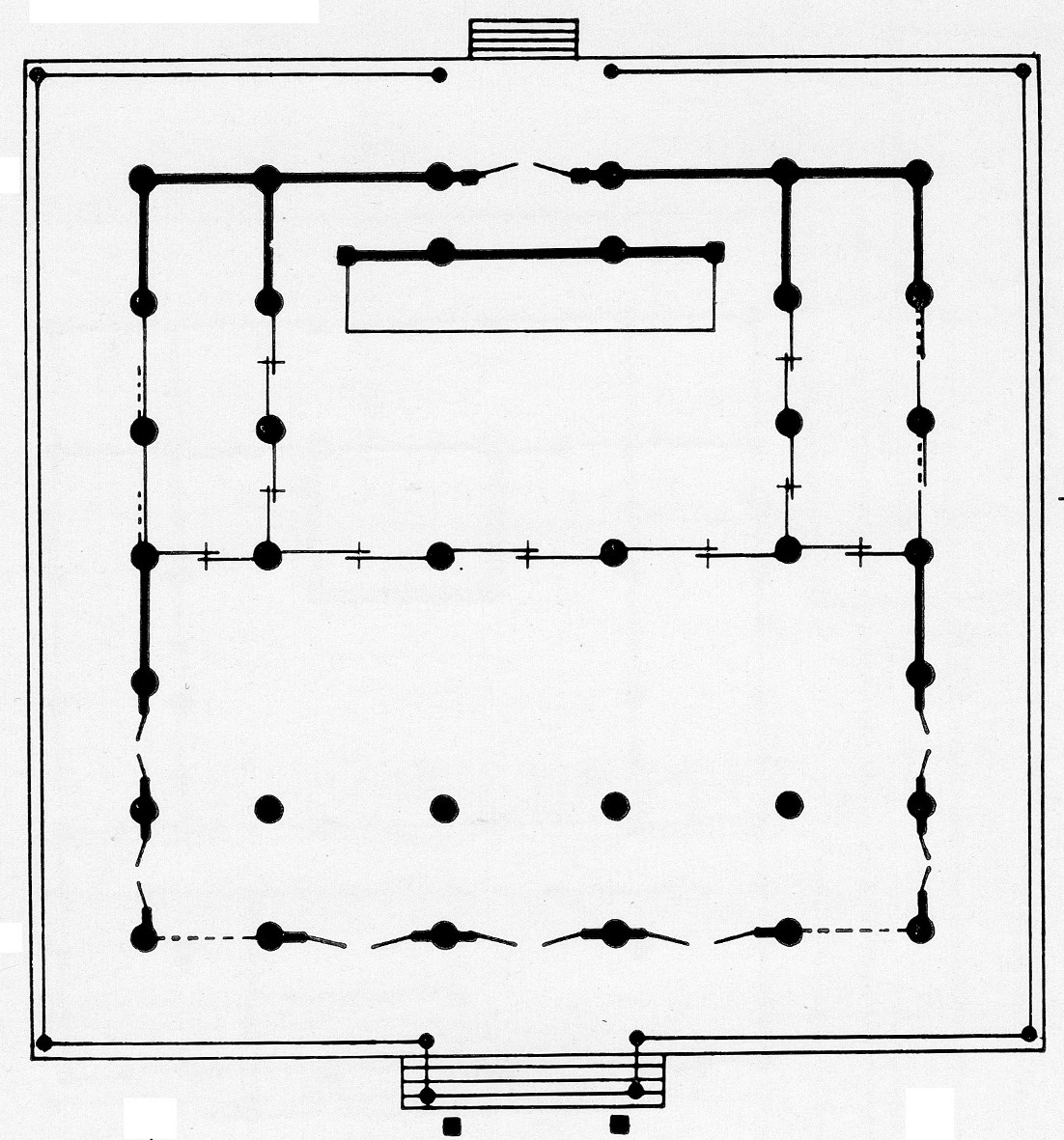
Plan des Tempels

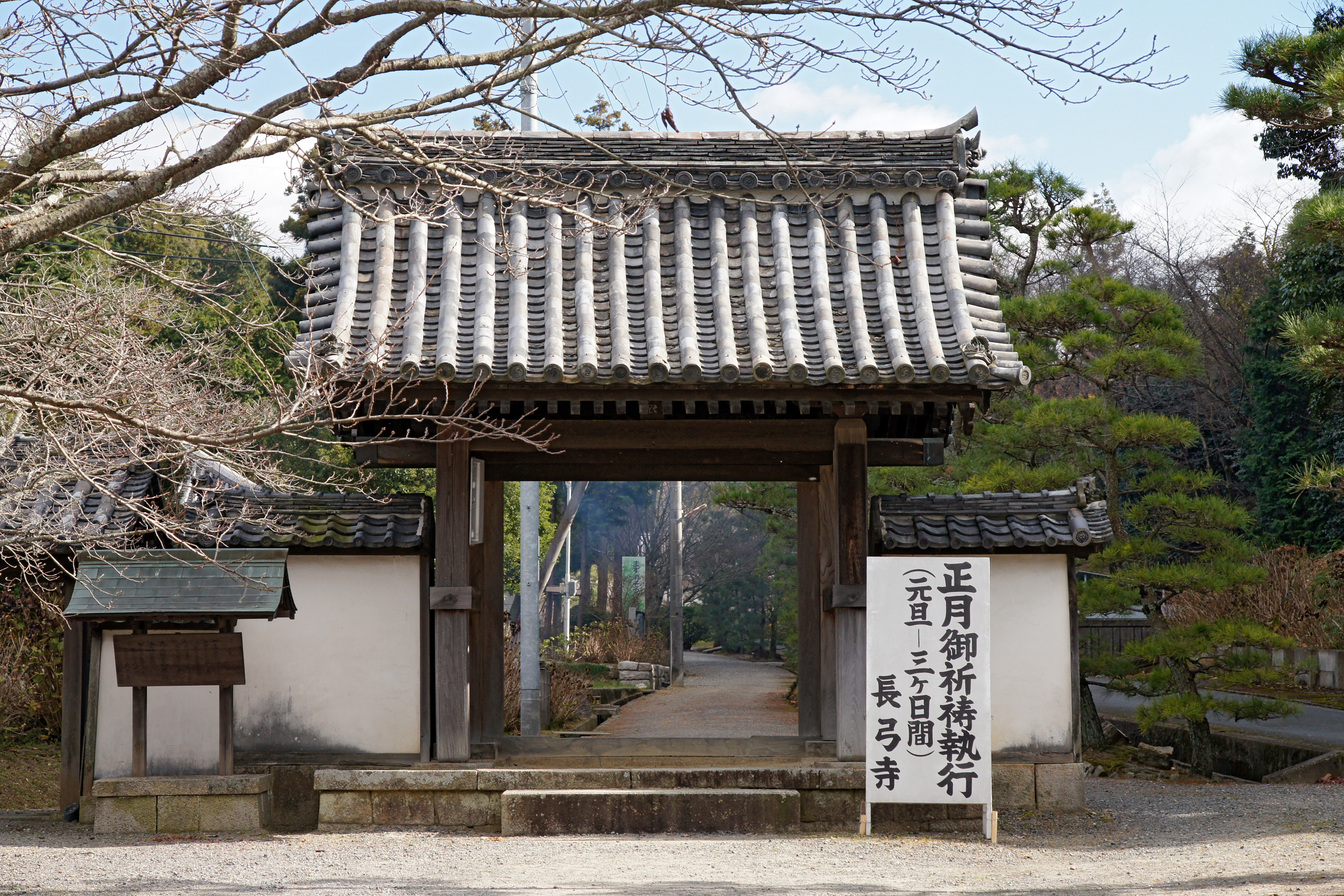
Tempeltor

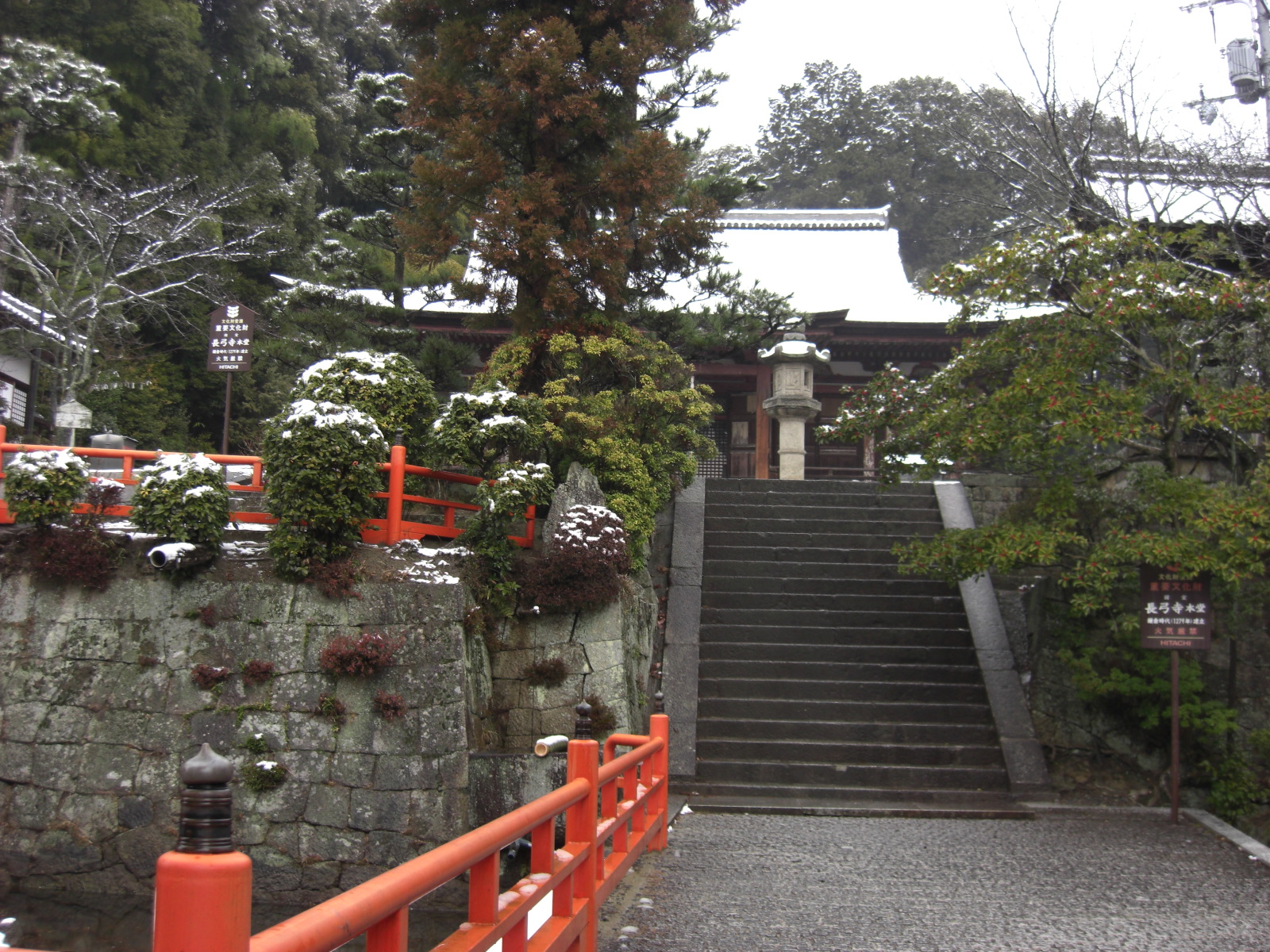
Treppe zur Haupthalle

Der Chōkyū-ji (japanisch 長弓寺) ist ein Tempel der Shingon-Richtung des Buddhismus in der Stadt Ikoma in der Präfektur Nara.

## Geschichte
Zur Entstehungsgeschichte des Tempels gibt es verschiedenen Erklärungen. Der eigenen Überlieferung (長弓寺縁起, Chōkyū-ji engi) nach war  Kaiser Shōmu in der Gegend auf Jagd, als er seinen neuen Bogen als „Wahrer Bogen“ (真弓, Mayumi) bezeichnete. Davon leitet sich der Namen eines Berges in der Gegend, Mayumi-yama, ab und der Name „Langer-Bogen-Tempel“, sinojapanisch Chōkyū-ji. Teile der im Tempel verehrten Heiligenfigur sollen aus Bogenteilen gefertigt sein, der Rest sei unter einem Hügel vergraben. Dieser „Wahrer-Bogen-Hügel“ (真弓塚, Mayumizuka) befindet sich 1 km entfernt vom Tempel in einer bewohnten Berggegend.
Der auf Wunsch des Kaiser Shōmu geplante Tempel soll von Priester Gyōki im Jahr 730 erbaut worden sein. In der Enryaku-Zeit (782–806) erweiterte Fujiwara no Yoshitsugu (藤原 良継; 716–777) den Tempel, und im Mittelalter blühte er. Als aber im Jahr 1473 Yamana Sozen (山名 宗全; 1404–1473) am Ende der Onin-Wirren sein Leben verlor, gingen auch die Tempelschätze verloren. Hundert Jahre später konfiszierte Oda Nobunaga 1577 weite Bereiche des Tempelgeländes.

## Die Anlage
Die Haupthalle (本堂, Hondō) ist als Nationalschatz registriert. Die an der Decke aufgefundene Inschrift in schwarzer Tusche weist auf das Baujahr 1279. Die Breite der Halle beträgt 5 Ken, das heißt 5 Säulenabstände (insgesamt 15 m) und die Tiefe 6 Ken, rund 14,6 m. Der Tempel besitzt ein Fußwalmdach mit Vordach über dem Eingang und ist ein gutes Beispiel für den Japanischen Stil.
Im Tempel wird eine elfköpfige Kannon verehrt, die in einem schwarz lackierten Schrein (黒漆厨子, Kuro-urushi zushi) untergebracht ist. Beides ist als Wichtiges Kulturgut registriert. Es handelt sich um eine Heiligenfigur, die nur im Januar während eines begrenzten Zeitraums öffentlich zugänglich ist. Sie stammt aus der Heian-Zeit, ist aus Holz geschnitzt und 1,20 m groß.
Unterhalb der Haupthalle am Fuße der Steintreppe befindet sich auf der linken Seite ein steinernes Handwaschbecken (手水鉢, Chōzu-bachi), das groß genug war, um in alten Zeiten darin ein Dampfbad zu nehmen.